# Saara Aalto
Saara Aalto (født 20. maj 1987) er en finsk sangerinde, som deltog i sæson 13 i Storbritanniens X Factor, hvor hun blev nr 2. Hun repræsenterede Finland ved Eurovision Song Contest 2018 i maj med sangen "Monsters", som havnede på en 25. plads.